# Odontorchilus
Odontorchilus es un género de aves paseriformes de la familia Troglodytidae que agrupa a dos especies nativas de Sudamérica que se distribuyen fragmentadamente desde el oeste de los Andes en Colombia y Ecuador hasta el noreste de Bolivia y el sur de la Amazonia en Brasil. Son conocidas popularmente como cucaracheros.

## Características
Los cucaracheros de este género son un par de distintivos y pequeños troglodítidos midiendo 12 cm, arborícolas, más pareciendo polioptílidos con sus colas largas, estrechas y a menudo erguidas. Forrajean principalmente en la subcanopia de forestas y ambas especies son relativamente escasas.

## Lista de especies
El género agrupa a las siguientes especies:
- Odontorchilus branickii (Taczanowski & Berlepsch, 1885) - cucarachero dorsigrís;
- Odontorchilus cinereus (Pelzeln, 1868) - cucarachero dentado.